# ليه كاوبوي فرينغان
ليه كاوبوي فرينغان (Les Cowboys Fringants) هي مجموعة شعبية وموسيقى الروك والريف في كيبيك ، أصلها من ريبنتيني  ، إحدى ضواحي مونتريال . باستقلال كيبيك والبيئة يثير حماسًا كبيرًا. يشارك جميع أعضاء المجموعة في كتابة الأغاني ، لكن الغالبية العظمى منها كتبها جان فرانسوا باوزيه.
وفي عام 2006، أطلقت المجموعة مؤسسة غير ربحية « لمحطمو رعاة البقر » ، التي تحارب من أجل حماية كيبيك.
فاز فريق رعاة البقر بمجموعه ستة <b>جوائز فيليكس</b> في فئة « مجموعة أو ثنائي من السنة » ، مما يجعلهم المجموعة الأكثر حصولاً على الجوائز في هذه الفئة.

## الجوائز
- 2002 : جائزة فيليكس للألبوم البديل لهذا العام لألبوم Break Syndical
- 2003 :
  - جائزة فيليكس لأفضل مجموعة لهذا العام
  - جائزة فيليكس لأفضل ألبوم بديل لهذا العام عن ألبوم Attache ta tuque
  - جائزة فيليكس لأداء المغني وكاتب الأغاني
- 2004 : جائزة فيليكس لأفضل مجموعة لهذا العام
- 2005 :
  - جائزة فيليكس للأغنية الشعبية لهذا العام عن أغنية Les Étoiles filantes
  - جائزة فيليكس للألبوم البديل لهذا العام لألبوم La Grand-Messe
- 2006 : جائزة فيليكس للفيديو كليب Plus rien.[4] لقد تم تقليدها من قبل مجموعة Rock et Belles Oreilles خلال Bye Bye 2006.
- 2008 : جائزة فيليكس للألبوم الشعبي المعاصر لهذا العام عن ألبوم Au Grand Théâtre de Québec
- 2011 : جائزة فيليكس لمجموعة العام
- 2012 : جائزة فيليكس لألبوم الروك لهذا العام عن ألبوم Que du vent
- 2016 : جائزة فيليكس لألبوم الروك لهذا العام عن ألبوم أكتوبر
- 2020 :
  - جائزة فيليكس لمجموعة العام
  - جائزة فيليكس لأغنية العام عن أغنية أمريكا تبكي
  - جائزة فيليكس لأفضل ألبوم مبيعًا عن ألبوم Les Antipodes
  - جائزة فيليكس لألبوم الروك لهذا العام عن ألبوم Les Antipodes
  - جائزة فيليكس لأفضل فيديو موسيقي لهذا العام عن أغنية "أمريكا تبكي".
- 2021 :
  - جائزة فيليكس لمجموعة أو ثنائي العام
  - جائزة فيليكس لألبوم الروك لهذا العام عن ألبوم Les Nuits de Repentigny

## المذكرات و المراجع
1. ↑  "" Les nuits de Repentigny " chantées par nos Cowboys". www.hebdorivenord.com (بالفرنسية). Archived from the original on 2023-11-19. Retrieved 2022-02-03.
2. ↑  "Les Cowboys Fringants, un nouveau voyage". RFI Musique (بالفرنسية). 31 Oct 2008. Archived from the original on 2023-11-19. Retrieved 2022-02-06.
3. ↑  "Fondation des Cowboys Fringants – Les Vivats" (بfr-FR). Archived from the original on 2023-11-19. Retrieved 2022-02-06.{{استشهاد ويب}}:  صيانة الاستشهاد: لغة غير مدعومة (link)
4. ↑  Kathleen Lavoie, L'Année des groupes?, Le Soleil  [لغات أخرى]‏, Québec, 24 octobre 2006, p. A3.

## الملاحق

### مقالات ذات صلة
- موسيقى كيبيك
- أغنية كيبيك